# Лорен Хауреги
Лорен Мишел Хауреги Моргадо (Мајами, 27. јун 1996) америчка је певачица и кантауторка. Бивша је чланица девојачке музичке групе Fifth Harmony. Након одласка из групе почела је да експериментише са различитим звуковима и истражује соло писање песама, сарађујући са Маријан Хил, Стивом Аокијем и Холзи.
Соло каријеру започела је у мају 2018. године, а дебитанску соло песму Expectations објавила је у октобру 2018. године под окриљем издавачке куће Columbia Records. У јануару 2019. године објавила је песму More Than That. Лорен је допринела саундреку за филм Птице грабљивице (2020), а у марту исте године објавила је латино урбану песму Lento. У априлу 2020. године објавила је песму 50ft, а најавила је да ради на првом студијском албуму који би требао да изађе током 2021. године.

## Биографија
Лорен је рођена 27. јуна 1996. године у Мајамију од оца Мајкла Хаурегија и мајке Кларе Моргадо, која је са Кубе. Њен отац је био управник у фабрици, а мајка учитељица, која се преселила у Сједињене Државе у време када је Фидел Кастро дошао на власт на Куби. Лорен је кубанског, али и делом шпанског порекла. Најстарија је од троје браће и сестрара, а похађала је Католичку школу до шестог разреда. Након тога похађала је Каролтон школу, припремну школу за католичке колеџе у Мајамију. Била је у међународном програму школе и учествовала у талент шоу и софтбол тиму. Током школских дана, Лорен је уметност изражавала непрестаним стварањем, певањем, писањем, плесањем, кореографији, свирању клавира и сликању.
Лорен користи платформу за подизање свести о бројним питањима, укључујући људска права, образовање, кривично правосуђе, гласање на изборима, имиграцију, насиље и реформе оружја, узнемиравање и друга социјална питања. Она је политички отворена, укључена у протесте и удружила се са неколико организација и присуствовала догађајима који раде у такве сврхе.
Написала је неколико отворених писама од председничких избора у Сједињеним Државама 2016. године, критикујући Доналда Трампа и његову политику, укључујући „забрану муслимана“, називајући је „непоштовањем човечанства“. У новембру 2016. године Билборд је објавио отворено писмо које је Лорен послала Трамповим гласачима, где је писала о последицама Трампове кампање и истакла : „Ја сам бисексуална кубанско-америчка жена и тако сам поносна на то”. Лорен је истакла да се идентификује са сексуалном флуидношћу. Такође је говорила о ЛГБТ проблемима.
Борила се против анксиозности и са депресијом. Била је у вези са певачем Ty Dolla Signom од 2017. до 2019. године.
Одрасла је слушајући ритам и блуз из деведесетих година, алтернативни рок, кантауторе, поп и латино музику, као и соул. Истакла је да је да на њу у великој мери утичу соул, ритам и блуз, рок, алтернативна, поп и латни музика. Углавном је инспирисана кантауторима и како истиче „истином и аутентичношћу”. Неки од уметника који су утицали на њу су Лана дел Реј Џон Мејер, Лорин Хил, Paramore, Алиша Киз, Џанел Моне, Шакира, Кристина Агилера, Ејми Вајнхаус, и Френк Оушен.

## Каријера

### 2012—2018: Икс фактор и Fifth Harmony
Године 2012. када је Лорен имала петнаест година, пријавила се на аудицију за другу сезону такмичења Икс фактор. Након четири рунде прелиминарних аудиција, позвана је у доби од 16 година на телевизијску аудицију пред судијама. Извела је песму If I Ain't Got You Алише Киз за аудицију. Судија Антонио Реид описао је глас Лорен као храпав, округао, зрео, а њену аудицију као савршену. Напредовала је у следећу рудну након добијања одобрења од свих четири судија. Током друге рунде, постављена је против кантри групе Sister C, песмом These Arms of Mine. Након што је елиминисана са такмичења, враћена је у групу заједно са Али Брук, Нормани, Динаџ Џејн и Камилом Кабељо, које ће касније постати чланице групе Fifth Harmony. Група је догурала до финала и завршила као трећа на такмичењу.
У јануару 2013. године Fifth Harmony потписала је уговор за издавачке куће Syco music i Epic records. Лорен је напустила школу да би радила са бендом, а касније је средњу школу завршила од куће. Групе је објавила деби ЕП под називом Better Together у октобру 2013. године. Њихов деби албум Reflection објављен је у јануару 2015. године. Лорен није учествовала у промиција албума, јер јој је на дан објављивања албума умрла баба, а њене колегинице из бенда су јој препоручиле да се упути на Флориду.
Албумски сингл Worth It био је на дванаестом месту листе Билборд хот 100. Група је такође допринела песми I'm in Love за саундтрек анимираног филма Хотел Трансилванија 2. У децембру 2015. године, група је проглашена групом године на Билборд додели музичких награда за жене. Други студијски албум групе под називом 7/27 објављен је у мају 2016. године. Албумски водећи сингл Work From Home био је четврти на листи Билборд 100 и ушао међу десет најбољих на неколико интернационалних музичких листа. Work From Home била је прва песма неке женске групе која је била међу десет највољих на листи Билборд 100 у последњих осам година. Трећи албум групе под називом Fifth Harmony, први након одласка Камиле Кабељо, објављен је у августу 2017. године. У марту 2018. године, певачице су одлучиле да направе паузу рада у групи, како би расли као индивидуални уметници и оствариле соло каријере.

### 2016—данас: Соло рад
Након објављивања другог албума групе, Лорен је настила да ради са Fifth Hartmony и започела писање песама, док су остали чланови радили на соло пројектима изван групе. У децембру 2016. године сарађивала је са Маријан Хил на њиховој песми Back to Me, првом дуету Лорен изван групе. Истакла је да јој је част да створи истинску везу са дуетом и да пише песме. Саманта Гонгол истакла је да су двојац Лорин и Хил желеле да раде заједно откако су се среле у једној од емисија, годину дана пре објављивања песме. Џереми Лоид истакао је да јој је Лорин рекла да је свој стих написала отприлике пет минута пре снимања. Лојд је такође похвалила чланице групе Fifth Hartmony. Крајем 2016. године Лорен је проглашена за најсексипилнију жену на топ топ 100 листи AfterEllen.
У мају 2017. године Лорен је на британској додели ЛГБТ награда проглашена славном особом године, као признање за промоцију равноправности. Певала је на Халсијевој песми Strangers коју је Билборд похвалио и назвао је прекретницом у мејнстрим музици. Халси је изабрала Лорен које је отворено бисексуална, како би заједно одрадила љубавну песму за ЛГБТ заједницу. Након тога представљена је у песми In Your Phone музичара Ty Dolla Sign. Песма је заузела двадесет и треће место на америчкој листи Ритам и блуз / Хоп хоп дигиталних нумера. Такође, након тога нсимила је песму All Night са Стив Аокијем, 2018. године, а то је било њено прво издање где је певала и писала песму. У јануару 2018. године објављено је да ће потписати уговор са издавачком кућом Columbia records.
У мају 2018. године Лорен је истакла да је почела да ради соло музику. Претходно је у марту 2018. године изразила да креативно истражује и да ступа у „контакт” са собом, те да не жели да поставља границе, додајући да на њу утичу различити жанрови као што су електроника, поп, рокенрол, алтернативна и латино музика. У јуну 2018. године била је подршка на Хелсијином наступу, током њене турнеје. На турнеји је потпевала три песме које је уједно и написала, Toy, Inside и Expectations. У септембру 2018. године истакле је да је компоновала инструментале на клавиру. Она нема одређен датум за издавање албума, а такође је истакла да сама пише своје песме.
Деби сингл под називом Expectations заједно са спотом објавила је 24. октобра 2018. године, а након тога за медије изјавила : „Трудим се да будем што органскија. Пишем кад ми се прохте, не покушавам да форсирам песму... Много је инспирације око мене, па црпим из свега што могу, углавном из животних искустава или ствари које желим да доживим... Уметност је за мене медиј за бригу о себи, удубљивање и изражавање, међутим то је моје срце у том тренутку...Такође сам врло замршено укључена у сваки аспект оживљавања сваке песме - видео идеје, развијање концепата и читав процес уређивања.”
У новембру 2018. године Лорен је извела песме More Than That и Freedom на МТВ Плус 1 догађају. Објавила је песму More Than That, 11. јануара 2019. године. Објављено је у априлу 2019. године да је Лорен потписала уговор са издавачком кућом Colubmia records. У јулу 2019. наступила је на џез фестивалу Монтреук на позив Квинси Џоунс. У августу исте године, Лорен је истакла да ће њен албум првенац бити објављен 2020. године. У септембру 2019. године наступила је на догађају Жене Јамајке. Почетком децембра 2019. године гостовала је на песми Let Me Know. Лорен је била коауторка и извела песму Invisible Chains као саундтрек за филм Птице грабљивице, објављен у фебруару 2020. године. Током истог месеца сарађивала је са порториканским рпдуцентом Таиниом на његовој латино урбаној песми Nada са шпанским уметником Ц. Танганом. Лорин је након тога објавила песму Lento са видео спотом, 20. марта 2020. године. Дана 17. априла 2020. године објавила је песму 50 ft. Требала је да наступи на фестивалу Something in the Water и на Вирџин фесту у Лос Анђелесу током 2020. године, међутим оба фестивала су отказана због пандемије ковида 19. У марту 2020. године Лорен је учествовала на Билбордовом концерту уживо како би прикупили средства за лечење људи од болести ковид 19. Придружила се серији кампања „Заједно код куће”, Светске здравствене организације, а коју је наступила и говорила о подизању свести, као и и средставима која се користе током пандемије.

## Дискографија

### Као водећа музичарка
| Назив                                                            | Година | Позиција    | Позиција | Позиција | Позиција | Позиција | Позиција    | Позиција | Позиција | Позиција | Албум               |
| Назив                                                            | Година | САД дигитал | САД денс | ФРА      | ГР       | НЗ хот   | ПОР дигитал | ШКО      | СЛК      | УК ДЛ    | Албум               |
| ---------------------------------------------------------------- | ------ | ----------- | -------- | -------- | -------- | -------- | ----------- | -------- | -------- | -------- | ------------------- |
| All Night (са Стивом Аокијем)                                    | 2017.  | 36          | 9        | 197      | —        | —        | —           | 77       | 75       | —        | Neon Future III     |
| Expectations                                                     | 2018.  | 48          | —        | —        | 60       | —        | —           | 62       | —        | 94       | Није албумски сингл |
| More Than That                                                   | 2019.  | —           | —        | —        | —        | 27       | 9           | —        | —        | —        | Није албумски сингл |
| Lento                                                            | 2020.  | —           | —        | —        | —        | —        | —           | —        | —        | —        | Није албумски сингл |
| 50ft.                                                            | 2020.  | —           | —        | —        | —        | —        | —           | —        | —        | —        | Није албумски сингл |
| "—" означава песме које нису изашле у тој држави или територији. |        |             |          |          |          |          |             |          |          |          |                     |

## Награде и номинације
| Награда                     | Година | Пријем и номинација            | Категорија                              | Резултат   | Ref.    |
| --------------------------- | ------ | ------------------------------ | --------------------------------------- | ---------- | ------- |
| БМИ Лондон награде          | 2017.  | All in My Head (Flex)          | Победничка песма                        | Освојено   | [ 123 ] |
| БМИ поп награде             | 2018.  | All in My Head (Flex)          | Победничка песма                        | Освојено   | [ 124 ] |
| Британске ЛГБТ награде      | 2017.  | Лорен Хауреги                  | Позната личност године                  | Освојено   | [ 125 ] |
| iHeartRadio музичке награде | 2019.  | Лорен Хауреги                  | Најбољи соло наступ                     | Номинација | [ 126 ] |
| iHeartRadio музичке награде | 2019.  | Jaguars                        | Највећи армија фанова                   | Номинација | [ 126 ] |
| iHeartRadio музичке награде | 2019.  | Gracie                         | Најслађи љубимац музичара               | Освојено   | [ 126 ] |
| Награда по избору тинејџера | 2018.  | All Night (са Стивом Аокијем ) | Чојс песма: електронска/денс            | Освојено   | [ 127 ] |
| Награда по избору тинејџера | 2018.  | Лорен Хауреги                  | Награда по извору тинејџера             | Освојено   | [ 127 ] |
| Награда по избору тинејџера | 2019.  | Expectations                   | Тинејџерска награда за најбољу уметницу | Освојено   | [ 128 ] |
| Награда по избору тинејџера | 2019.  | Лорен Хауреги                  | Омиљена уметница                        | Номинација | [ 128 ] |
| Америчке музичке награде    | 2020   | Birds of Prey                  | Омиљени саундтрек                       | Освојено   | [ 129 ] |